# Ramón Barrenechea
Ramón Félix Barrenechea Areitio (Durango, España; 14 de julio de 1940-22 de marzo de 2025) fue un futbolista español que se desempeñaba como defensa.

## Clubes
| Club          | País   | Año         |
| ------------- | ------ | ----------- |
| CD Basconia   | España | 1959 - 1961 |
| Cartagena CF  | España | 1961 - 1963 |
| Elche CF      | España | 1963 - 1964 |
| CE Hospitalet | España | 1964 - 1965 |
| Granada CF    | España | 1965 - 1972 |